# Le Journal d'Elbeuf
Le Journal d'Elbeuf est un journal hebdomadaire local français diffusé le jeudi dans les départements de l'Eure et de la Seine-Maritime. Il couvre les cantons d'Elbeuf, Caudebec-lès-Elbeuf, Amfreville-la-Campagne, Bourgtheroulde et Pont-de-l'Arche.
Le Journal d'Elbeuf est le plus ancien des journaux elbeuviens. Il vit le jour en septembre 1929, même si le premier journal qui parut dans la cité elbeuvienne, de 1832 à 1840, portait déjà le même nom qu'aujourd'hui. Le fondateur du Journal d'Elbeuf fut Achille Houzard. En 1940, contrairement à l'Elbeuvien (fondation en 1881), Le Journal d'Elbeuf choisit de se saborder plutôt que de paraître sous la férule de l'occupant. À la Libération, une presse nouvelle allait naître en même temps que pouvaient reparaître des journaux ayant délibérément interrompu leur publication. Le Journal d'Elbeuf étant de ceux-ci, mais pas son « concurrent », son premier numéro d'après-guerre allait porter la date du 9 septembre 1944. Depuis 60 ans, Le Journal d'Elbeuf est donc le seul témoin à relayer l'information locale au fil des grands événements qui font la vie du Pays d'Elbeuf. Bihebdomadaire depuis son origine, Le Journal d'Elbeuf, qui comptait à une époque deux éditions, a été repris au milieu des années 70 par le groupe Hersant au travers de France-Antilles devenu le Groupe Hersant Média.
Le Journal d'Elbeuf qui fait partie du groupe de presse des Hebdos normands a été cédé le 1er octobre 2007 au groupe Publihebdos filiale du Groupe SIPA - Ouest-France.